# Memecylon fuscescens
Memecylon fuscescens är en tvåhjärtbladig växtart som beskrevs av George Henry Kendrick Thwaites. Memecylon fuscescens ingår i släktet Memecylon och familjen Melastomataceae. Inga underarter finns listade i Catalogue of Life.